# Школьная улица (Санкт-Петербург)
Шко́льная улица — улица в Приморском районе Санкт-Петербурга. Одна из самых длинных в районе.
Улица пролегает между Чёрной Речкой (продолжает Ланское шоссе на запад) и Липовой аллеей, затем прерывается и имеет продолжение, начинающееся от Стародеревенской улицы, проходящее под путепроводом Планерной улицы и заканчивающееся на парковке гипермаркета «О'Кей» с выходом на Приморское шоссе (участок до Стародеревенской ул. — в 2009—2010 годах использовался для объезда перекрёстка Приморского проспекта, Приморского шоссе и ул. Савушкина во время строительства развязки ЗСД). Затем улица вновь прерывается и начинается уже с другой стороны Приморского шоссе от Яхтенной улицы до Лахтинского разлива. В нынешнем виде существует с 1990-х годов (последний участок открыт в 2010 году).
В начале XX века улица носила название 7-я линия Старой Деревни, с 1910-х годов называется Школьной; при этом некоторые участки улицы в разное время носили другие названия: до 1958 года нынешнее начало Школьной улицы (участок от Чёрной Речки до улицы Академика Шиманского) называлось Сабировской улицей, а отрезок от улицы Академика Шиманского до Шишмарёвского переулка носил название Лебедева улица.

## Архитектура
Первые каменные здания (ныне д. 29 и 38) появились на Школьной улице вблизи пересечения с нынешней улицей Оскаленко в конце XIX — начале XX века. Современными зданиями Школьная улица стала застраиваться в начале 1950-х годов. Первые дома строили по типовым проектам, в качестве рабочей силы использовались германские военнопленные, захваченные во время Великой Отечественной войны. Эти здания представляли собой дома высотой в 2—3 этажа со своеобразными украшениями. Окрашивались они, как правило, в жёлтый, розовый, светло-зелёный или светло-голубой цвет. Оригинальным образом выполнялись кронштейны для балконов и козырьков перед подъездами — малого размера, тонкие, с завитками на конце. Под крышей обычно делались чердаки с круглыми слуховыми окнами. На Школьной улице такие дома имеются на участке между Шишмарёвским и Серебряковым переулками. Аналогичные дома строились во многих районах Ленинграда, а также на соседних улицах — Савушкина и Дибуновской.
После необычных по сравнению с другими домами начала 1950-х Школьная улица стала застраиваться типовыми «сталинскими» домами. В середине 1950-х годов строились типовые кирпичные дома, уже не так сильно изобилующие украшениями. Единственными украшениями на таких домах могли быть кронштейны, карниз, фриз или сандрик. Дома такого типа есть между началом улицы и улицей Академика Шиманского.
В 1960—1970-е годы Школьная улица застраивалась типовыми пяти- и девятиэтажными домами.
В 1990-е годы начала застраиваться вторая часть улицы между Стародеревенской улицей и Лахтинским разливом. На этом участке строились типовые многоэтажные дома.

## Дома
- Дом 1 - в доме жил академик Юлиан Шиманский[3].

## Пересечения

### От Чёрной Речки до Липовой аллеи
- Карельский переулок
- Улица Академика Шиманского
- Шишмарёвский переулок
- Улица Оскаленко
- Серебряков переулок
- Серафимовский переулок
- Улица Покрышева
- Липовая аллея

### От Стародеревенской улицы до Приморского шоссе
- Стародеревенская улица
- Планерная улица (под путепроводом)
- ЗСД (под путепроводом)
- Приморское шоссе

### От Яхтенной улицы до Лахтинского разлива
- Яхтенная улица
- Беговая улица
- Туристская улица
- Улица Савушкина

## Фотографии

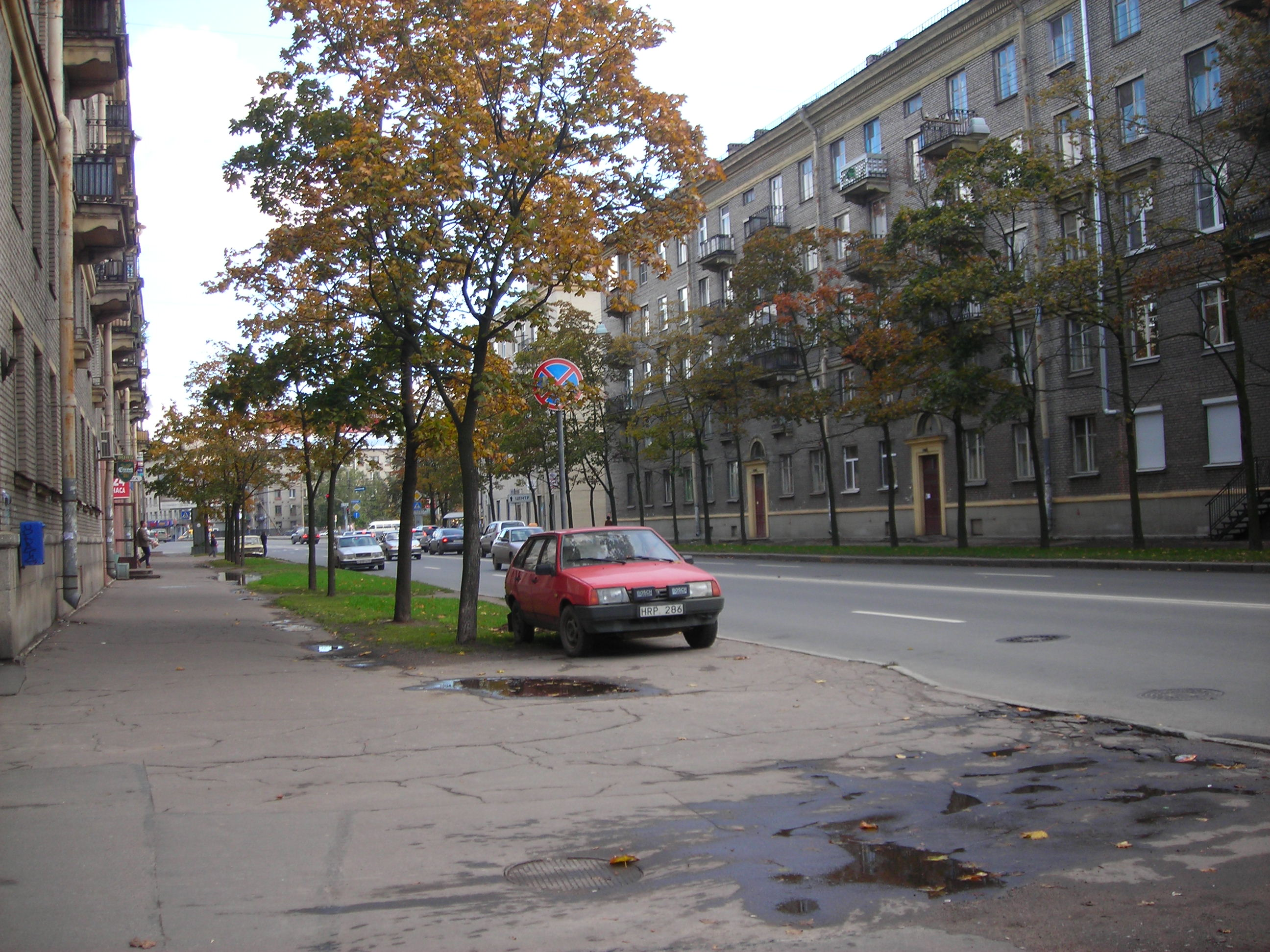
Начало улицы, вид в сторону набережной Чёрной речки
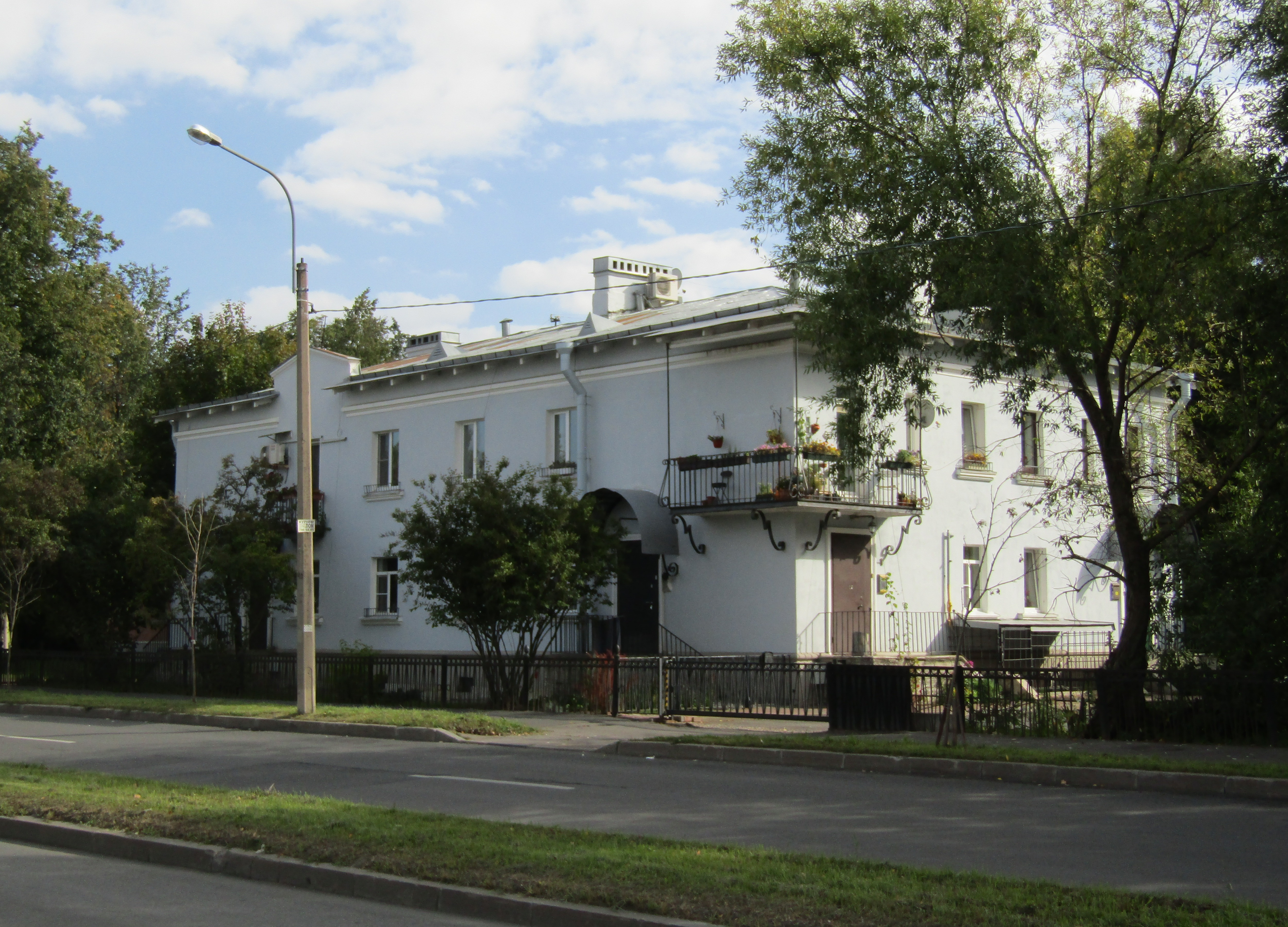
Вид на дом 24
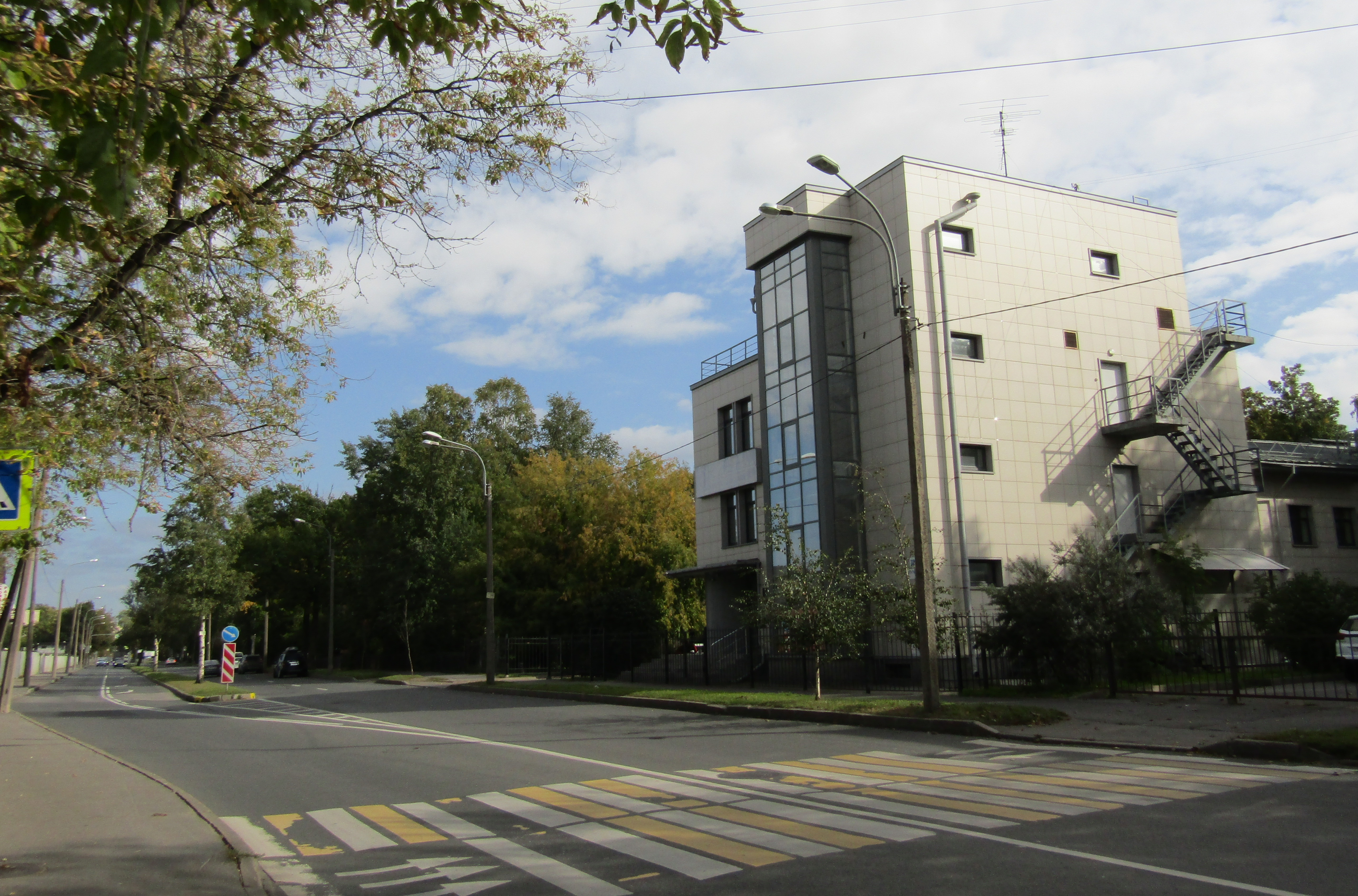
Вид на дом 32
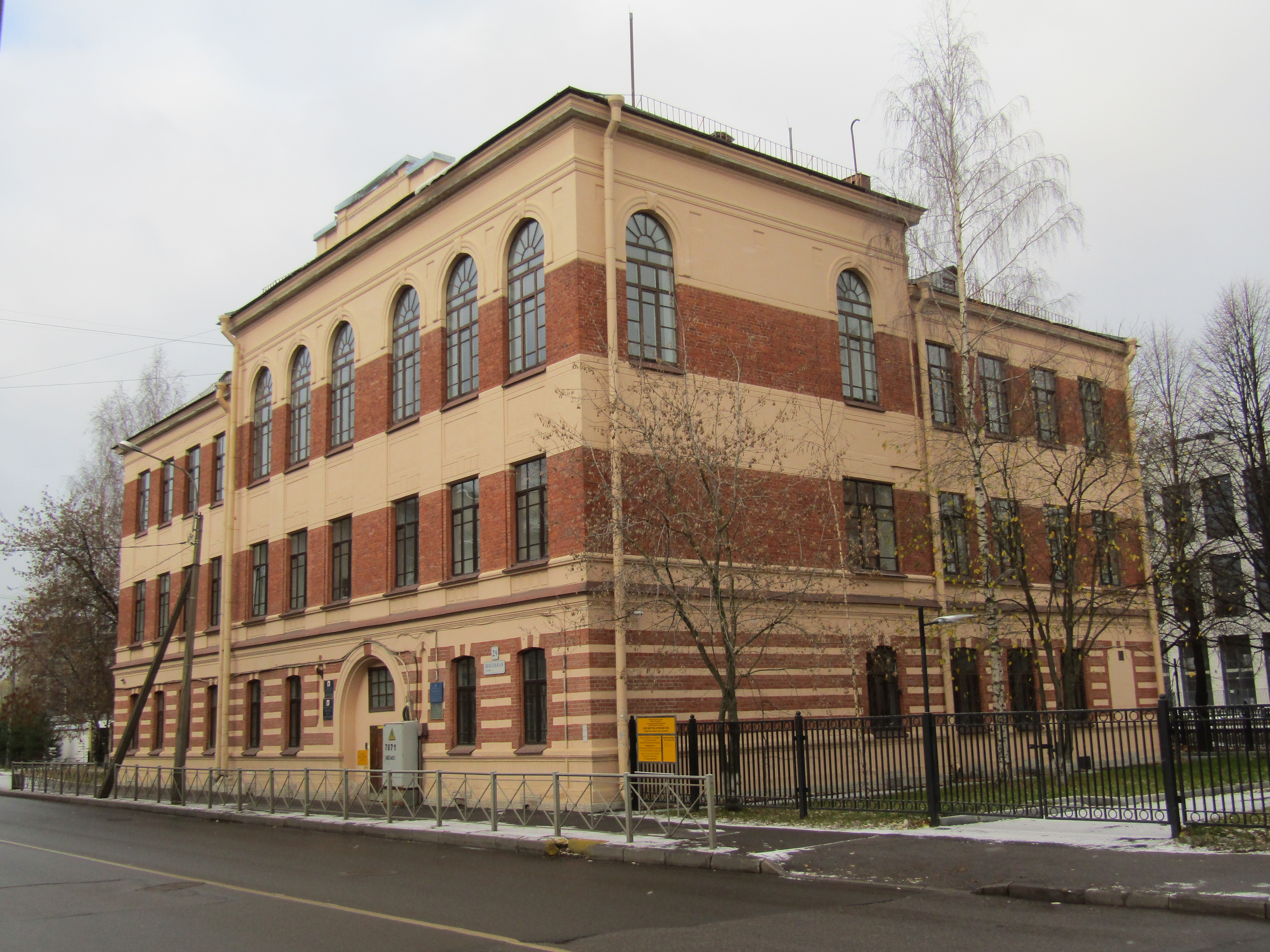
Дом 29. Здание бывшей Новодеревенской земской школы, объект культурного наследия
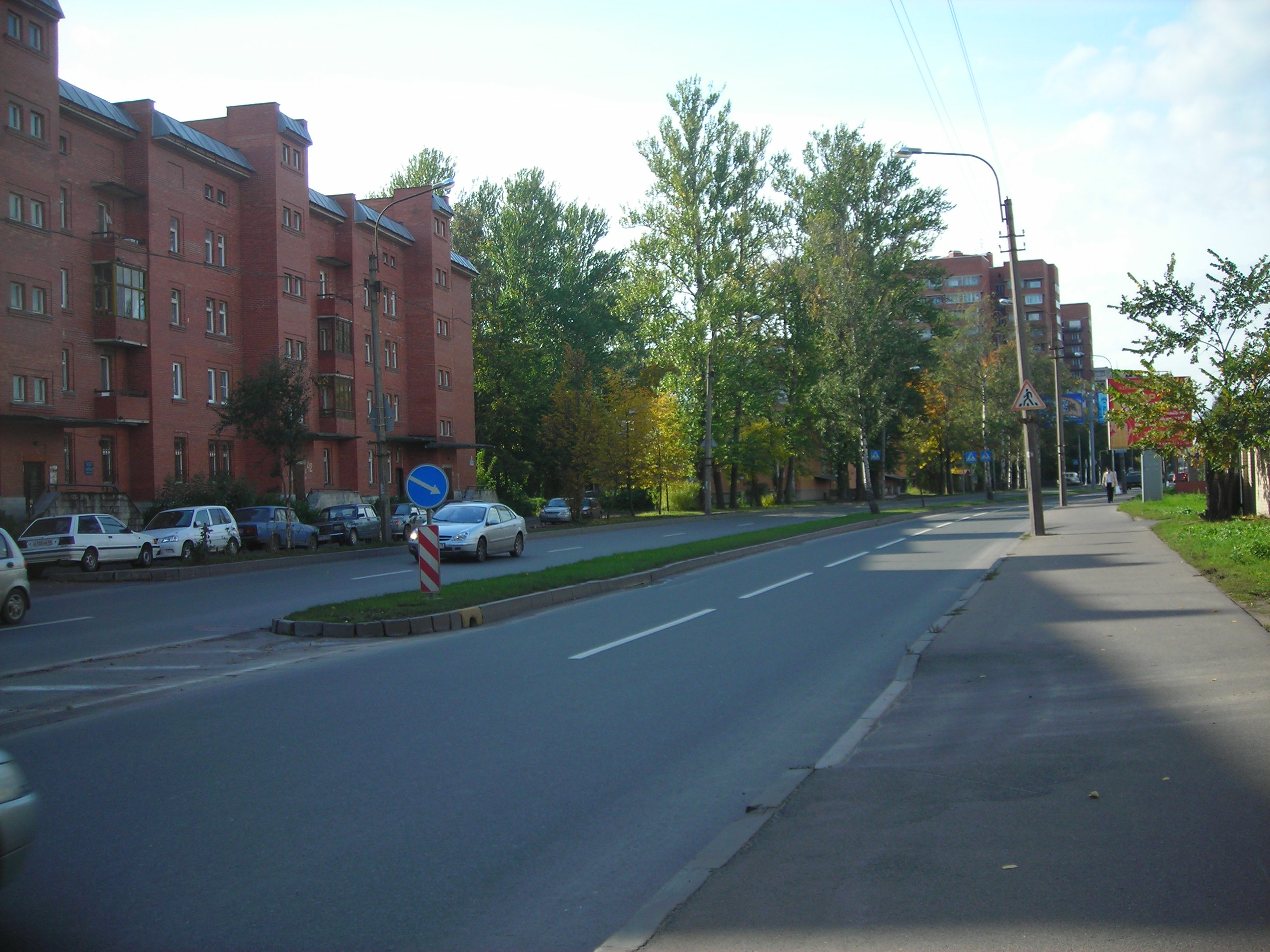
Вид на дом 42
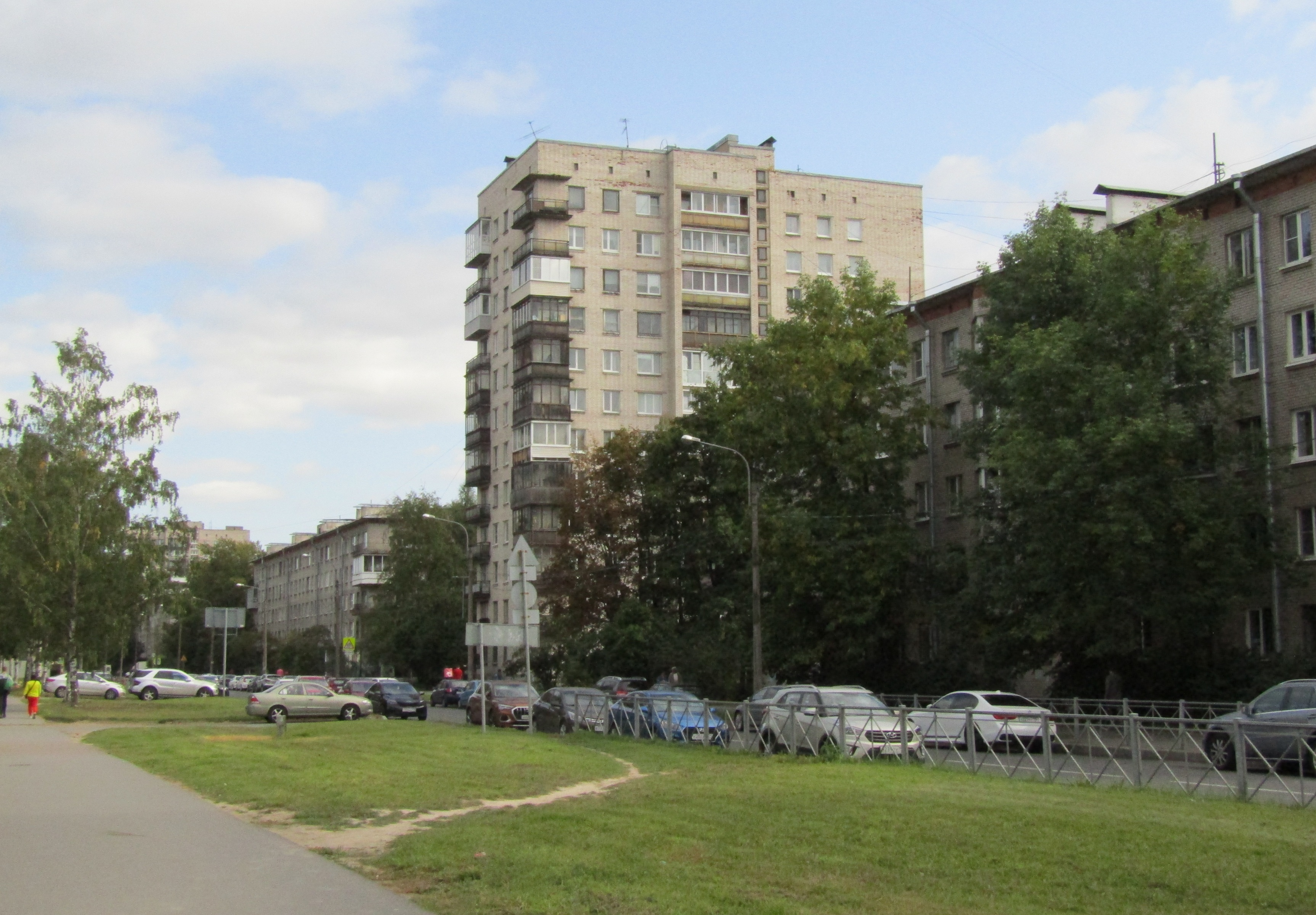
Вид от Липовой аллеи в направлении улицы Покрышева
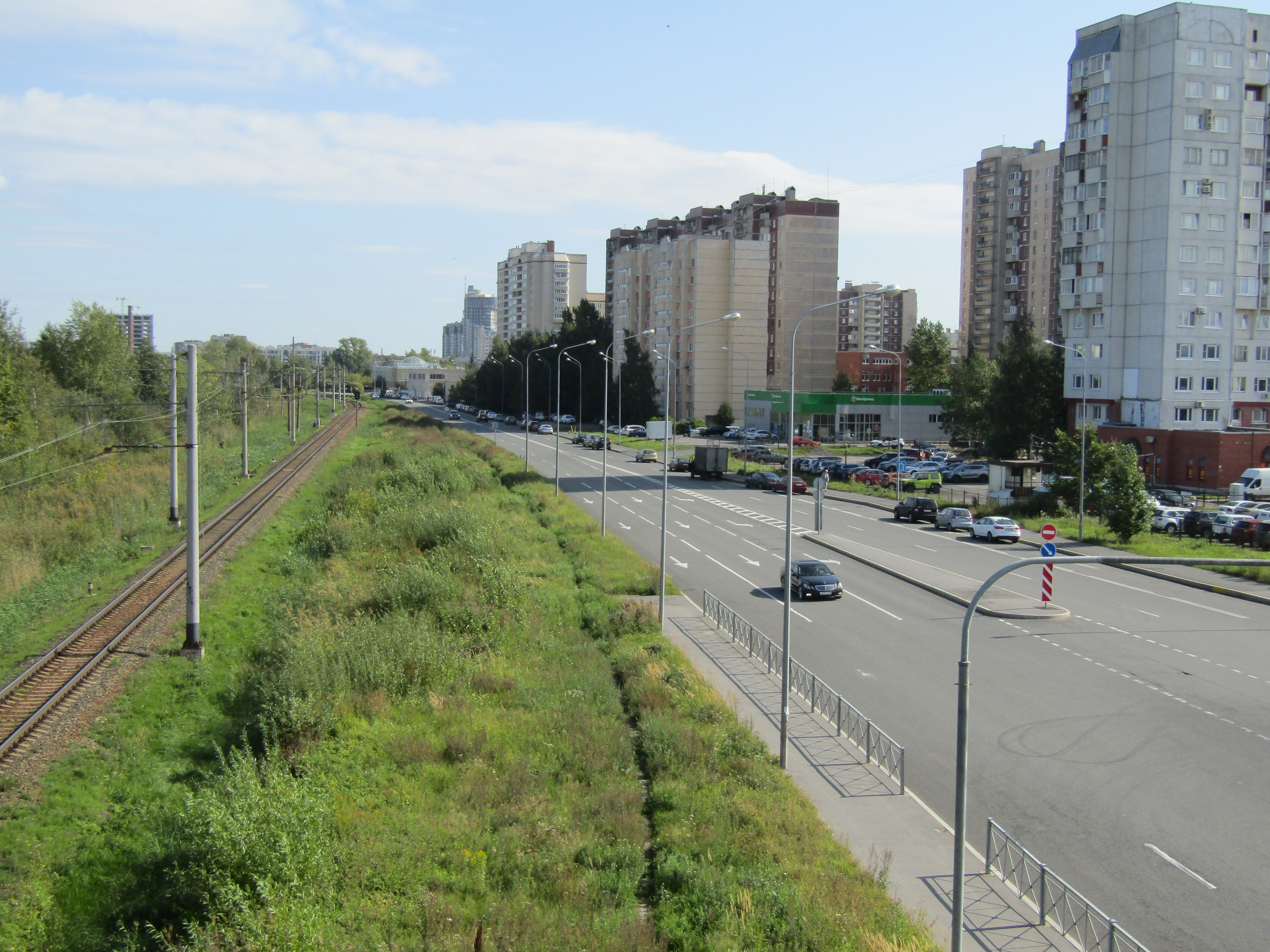
Вид от Планерной улицы, видна сестрорецкая ветка железной дороги